# Zoila raywalkeri
Zoila raywalkeri is een slakkensoort uit de familie van de Cypraeidae. De wetenschappelijke naam van de soort is voor het eerst geldig gepubliceerd in 2011 door Lorenz.